# Armed Forces Revolutionary Council
Armed Forces Revolutionary Council (AFRC) var en grupp sierra leonska soldater som under major Johnny Paul Koroma avsatte president Ahmad Tejan Kabbah och tog över makten i Sierra Leone under inbördeskriget i landet. Efter att de tagit makten allierade de sig med Revolutionary United Front (RUF) och höll makten fram till i februari 1998. Då drevs de dock ut från huvudstaden av ECOMOG-styrkor, efter 10 månader vid makten. Vid valen 2002 var AFRC inte längre en sammanhängande och effektiv organisation.
Den 20 juni 2007 dömde Specialdomstolen för Sierra Leone Alex Tamba Brima, Brima Bazzy Kamara, samt Santigie Borbor Kanu för brott mot mänskligheten och krigets lagar. De befanns skyldiga på elva av de fjorton anförda punkterna. Domstolen åtalade även Johnny Paul Koroma som dock misstänks vara död.